# Immortals of Aveum
Immortals of Aveum es un juego de disparos en primera persona desarrollado por Ascendant Studios y publicado por Electronic Arts, para sistemas Windows, PlayStation 5 y Xbox Series X/S el 22 de agosto de 2023.

## Desarrollo
En 2018, un equipo de experimentados desarrolladores de juegos de Call of Duty y Dead Space estableció Ascendant Studios. Será el primer lanzamiento importante del juego del estudio.
Ascendant Studios presentó Immortals of Aveum en The Game Awards 2022. Según el equipo de desarrollo, su objetivo principal es crear un juego que sea a la vez entretenido y difícil de jugar. También han subrayado la importancia de desarrollar un juego con una trama convincente y personajes perdurables. Bret Robbins, ex director creativo de Dead Space, supervisa el desarrollo del Unreal Engine 5 del juego. El juego fue estrenado como parte de la iniciativa EA Originals de Electronic Arts.

## Jugabilidad
Bret Robbins, director de Immortals of Aveum, describe el combate del juego como un FPS mágico al estilo Call of Duty inspirado en Doom Eternal. Immortals of Aveum presenta alrededor de 25 hechizos, incluidas magias ofensivas y defensivas de las variedades roja, azul y verde. Además, el juego presenta un árbol de talentos con más de 80 nodos. Bret Robbins anunció que el estudio está muy concentrado en asegurarse de que el combate sea fluido, rápido y suave, y se ejecute a una alta velocidad de fotogramas.